# Carl Niemeyer
Carl Hermann Heinrich Niemeyer (* 14. März 1845 in Dannenberg; † 31. August 1906 in Hildesheim) war ein preußischer Generalmajor.

## Leben

### Herkunft
Er war der Sohn eines Geheimen Regierungsrates und dessen Ehefrau Wilhelmine, geborene Hutzler.

### Militärkarriere
Niemeyer erhielt seine Erziehung im elterlichen Hause sowie in den Kadettenhäusern in Bensberg und Berlin. Anschließend wurde er am 9. April 1864 als Sekondeleutnant dem Kaiser Alexander Garde-Grenadier-Regiment Nr. 1 der Preußischen Armee überwiesen. Mit diesem Verband nahm er 1866 während des Krieges gegen Österreich an der Schlacht bei Königgrätz teil. Nach Kriegsende folgte am 30. Oktober 1866 seine Versetzung in das 3. Hannoversche Infanterie-Regiment Nr. 79. Hier versah Niemeyer seinen Dienst in der 6. Kompanie. Mit Beginn des Krieges gegen Frankreich wurde er zum Adjutanten des II. Bataillons ernannt und nahm in dieser Eigenschaft an den Kämpfen bei Vionville, in der er durch einen Granatsplitter eine Verwundung am Oberschenkel erlitt, und Le Mans sowie der Belagerung von Metz teil. Zwischenzeitlich am 20. Oktober 1870 zum Premierleutnant befördert, erhielt Niemeyer für seine Leistungen beide Klassen des Eisernen Kreuzes.
Nach dem Frieden von Frankfurt absolvierte Niemeyer für drei Jahre die Kriegsakademie. Im Anschluss war er als Hauptmann und Kompaniechef im Hessischen Füsilier-Regiment Nr. 80 in Bad Homburg vor der Höhe tätig. Dort wurde er am 22. März 1887 zum überzähligen Major befördert und am 15. Oktober 1888 als Kommandeur des III. Bataillons im Infanterie-Regiment Nr. 137 nach Straßburg versetzt. Am 18. Juni 1892 avancierte Niemeyer zum Oberstleutnant. Einen Monat später wurde er als etatsmäßiger Stabsoffizier nach Dieuze in das Infanterie-Regiment Nr. 136 versetzt. Unter Belassung in dieser Stellung am 22. März 1895 zum Oberst befördert, wurde Niemeyer am 13. Mai 1895 zum Kommandeur des Infanterie-Regiments „Graf Kirchbach“ (1. Niederschlesisches) Nr. 46 in Posen ernannt. Daran schloss sich ab 18. April 1896 eine Verwendung als Kommandant von Glogau an. In dieser Eigenschaft erhielt er am 20. Juli 1898 den Charakter als Generalmajor. In Genehmigung seines Abschiedsgesuches wurde Niemeyer am 18. April 1901 mit der gesetzlichen Pension zur Disposition gestellt. Kurz darauf verlieh Wilhelm II. ihm in Würdigung seiner langjährigen Verdienste den Roten Adlerorden II. Klasse mit Eichenlaub.
Seinen Lebensabend verbrachte er in Hildesheim.

### Familie
Niemeyer war mit Marie, geborene Baronesse von Tiesenhausen verheiratet.